# 百薬の長 (椎名林檎のアルバム)
『百薬の長』（ひゃくやくのちょう）は、ユニバーサルミュージックより2022年11月30日に配信、2023年1月11日に発売された日本のシンガーソングライター・椎名林檎のリミックス・アルバム。

## 概要
椎名林檎名義でアルバムをリリースするのは2019年に発売したベスト・アルバム『ニュートンの林檎 〜初めてのベスト盤〜』以来であり、椎名としては初となるオフィシャルリミックス・アルバムとなった。本作は国内より鯵野滑郎、石野卓球、KID FRESINO、岡村靖幸、Ovall、大沢伸一、STUTS、砂原良徳、イギリスよりジャイルス・ピーターソン、object blue、韓国よりMiso、アメリカよりTelefon Tel Avivが参加した。
なお、アルバムはCDの発売・配信ともに2022年11月30日を予定していたが、後述する問題によって、CDの発売を2023年1月11日に延期し、当初の発売予定日には収録音源が配信リリースされる先行配信の形が取られた。

## 収録曲

### 楽曲解説
1. あの世の門 ～Gate of Hades～ (Telefon Tel Aviv Version)
原曲は2019年発売の6thアルバム『三毒史』収録曲。
2. JL005便で ～Flight JL005～ (B747-246 Mix by Yoshinori Sunahara)
原曲は2014年発売の5thアルバム『日出処』収録曲。
3. ちちんぷいぷい ～Manipulate the time～ (Gilles Peterson’s Dark Jazz Remix)
原曲は2014年発売の5thアルバム『日出処』収録曲。
4. おとなの掟 ～Adult Code～ (object blue Pleasure Principle Remix)
原曲は2017年発売の2ndカバー・アルバム『逆輸入 〜航空局〜』収録曲。
5. 長く短い祭 ～In Summer, Night～ (Yasuyuki Okamura 一寸 Remix)
原曲は2015年発売の16thシングル『長く短い祭/神様、仏様』収録曲。
6. カーネーション ～L'œillet～ (Ovall Remix)
原曲は2011年発売の12thシングル『カーネーション』収録曲。
7. 女の子は誰でも ～Fly Me To Heaven～ (STUTS Remix)
原曲は2011年発売の東京事変7thシングル『空が鳴っている/女の子は誰でも』収録曲。
8. 丸ノ内サディスティック ～Marunouchi Sadistic～ (Miso Remix)
原曲は2009年発売の4thアルバム『三文ゴシップ』収録曲[注釈 2]。
9. 浴室 ～la salle de bain～ (Takkyu Ishino Remix)
原曲は2000年発売の2ndアルバム『勝訴ストリップ』収録曲[注釈 3]。
10. 意識 ～Consciously～ (Shinichi Osawa Remix feat. Daoko)
原曲は2003年発売の8thシングル『茎 (STEM) 〜大名遊ビ編〜』収録曲。
途中のラップパートにDAOKOが客演している。
11. 鶏と蛇と豚 ～Gate of Living～ (KID FRESINO REMIX)
原曲は2019年発売の6thアルバム『三毒史』収録曲。
12. いとをかし ～toogood～ (Ajino Namero Bon Voyage Remix)
原曲は2022年発売の配信シングル『いとをかし』収録曲。
自身のホームページにアルバム『三毒史』を丸ごとチップチューンの手法でアレンジした「ゲーミング三毒史」などをアップしてきた鯵野滑郎がリミックスを担当した[5]。

### 楽曲クレジット
| #         | タイトル                                                                       | 作詞      | 作曲・編曲 | Remixed          | 時間 |
| --------- | ------------------------------------------------------------------------------ | --------- | ---------- | ---------------- | ---- |
| 1.        | 「あの世の門 ～Gate of Hades～ (Telefon Tel Aviv Version)」                    |           |            | Telefon Tel Aviv | 3:44 |
| 2.        | 「JL005便で ～Flight JL005～ (B747-246 Mix by Yoshinori Sunahara)」            |           |            | 砂原良徳         | 5:16 |
| 3.        | 「ちちんぷいぷい ～Manipulate the time～ (Gilles Peterson’s Dark Jazz Remix)」 |           |            | Gilles Peterson  | 4:32 |
| 4.        | 「おとなの掟 ～Adult Code～ (object blue Pleasure Principle Remix)」           |           |            | object blue      | 4:03 |
| 5.        | 「長く短い祭 ～In Summer, Night～ (Yasuyuki Okamura 一寸 Remix)」              |           |            | 岡村靖幸         | 4:29 |
| 6.        | 「カーネーション ～L'œillet～ (Ovall Remix)」                                  |           |            | Ovall            | 3:51 |
| 7.        | 「女の子は誰でも ～Fly Me To Heaven～ (STUTS Remix)」                          |           |            | STUTS            | 4:19 |
| 8.        | 「丸ノ内サディスティック ～Marunouchi Sadistic～ (Miso Remix)」                |           |            | Miso             | 3:47 |
| 9.        | 「浴室 ～la salle de bain～ (Takkyu Ishino Remix)」                            |           |            | 石野卓球         | 5:20 |
| 10.       | 「意識 ～Conciously～ (Shinichi Osawa Remix feat. Daoko)」                     |           |            | 大沢伸一         | 4:31 |
| 11.       | 「鶏と蛇と豚 ～Gate of Living～ (KID FRESINO REMIX)」                          |           |            | KID FRESINO      | 1:59 |
| 12.       | 「いとをかし ～toogood～ (Ajino Namero Bon Voyage Remix)」                     |           |            | 鯵野滑郎         | 3:56 |
| 合計時間: | 合計時間:                                                                      | 合計時間: | 49:47      |                  |      |

## 特典グッズにまつわる問題
本作は通常版のほかにユニバーサルミュージックの公式通販サイト限定版「UNIVERSAL MUSIC STORE限定盤」が発売予定であり、限定版にはマスクとマスクケースがセットになった「夢語りマスク」、ミニ巾着ポーチである「これっポーチ」、アクリル・カードケースである「諸々券ケース」が付属予定であった。しかし、アップされた画像のグッズのデザインにおいて、アクリルカードケースが「義足や人工関節を使用している人、内部障害や難病の人、または妊娠初期の人など、外見からは分からなくても援助や配慮を必要としている人々が、援助を受けやすくするため」に使用される「ヘルプマーク」に酷似していること、マスクケースに「赤十字マーク」のような柄があることが発売発表の翌日である10月8日頃からTwitterを中心に問題となった。
ヘルプマークに関しては著作権と商標権を保有している東京都が販売や利益目的の使用は認めていないため、10月14日にユニバーサルミュージックに対してグッズの取り扱い等について対応の要請を行い、赤十字マークに関してはジュネーブ条約において紛争地域等で赤十字標章を掲げている病院や救護員などには絶対に攻撃を加えてはならないと厳格に定められており、『赤十字の標章及び名称等の使用の制限に関する法律』で名称等や使用に関して規定があることから赤十字マークは赤十字社と自衛隊の衛生部隊など、法律に基づいて認められている組織だけが使用でき、一般の病院や商品等に付けることは法律等により禁止されており、日本赤十字社広報室も取材に「この度のグッズ制作にあたり、事前にレコード会社から弊社あてのご連絡やご相談はいただいておりませんでした」と説明した。
こうした問題を踏まえて、10月10日にユニバーサルミュージックは「特典グッズに関しまして、多くの皆さまから頂きましたご意見を踏まえ、弊社内で協議しております」とコメントを発表し、10月18日にはグッズの内容やデザインは社内で企画検討したものであり、「デザインについて改めて弊社で検証しましたところ、法令の確認を含めた各種チェックが不十分であったこと、また、日本赤十字社及び東京都福祉保健局からも各マークの使用規定などについてご指導を頂きました」としたうえで、「ヘルプマークをご利用の皆様、その普及に努められている皆様には、ご不安・ご不快な思いを抱かせてしまいましたことを心よりお詫び申し上げます」と謝罪をし、グッズデザインの改訂およびCDの発売を延期することを発表した。11月1日にはユニバーサルミュージックがあらためて経緯の説明を行い、グッズは会社が独自に企画立案し、制作したもので、椎名が参画・監修した制作物ではないと説明した上で、「これがアーティスト自身の発案によるデザインであるという根拠のない噂を生んでしまったことで、椎名林檎のクリエイティビティや信念を傷つける事態を引き起こしてしまいました」「今回の事態は、弊社のコンプライアンス/倫理認識の至らぬ結果であり、この事実を深く反省し、事態を引き起こした原因・責任を負うものとして認識しております」と謝罪し、今後は制作物に対するチェック体制、社員向けのコンプライアンス、倫理教育を見直し、再発防止につとめると説明を行った。